# Gaëlle Krikorian
Pour les articles homonymes, voir Krikorian.
Gaëlle Krikorian, née en 1972, est une chercheuse en sciences sociales française, militante dans les domaines de l’accès aux soins et des droits des minorités. Elle participe également à la réflexion sur la place des communs dans la société.

## Biographie
Gaëlle Krikorian a grandi à Sainte-Maxime, dans le sud de la France,.
Docteur en sociologie à l'EHESS, ses travaux portent sur le rôle de l’action collective dans la production de politiques publiques, la place de l’expertise légale et technique dans les controverses politiques,,,, l’articulation entre économie morale et économie politique au sein de conflits entre acteurs non gouvernementaux (notamment associatifs et industriels) visant à influencer l’action gouvernementale. L'un de ses terrains de prédilection porte sur les politiques dans le domaine pharmaceutique et celui de la propriété intellectuelle,,,,,,.
À partir de 2005, elle rejoint le CREPS (qui deviendra par la suite l’IRIS) dans le cadre d’un projet de recherche financé par l’Agence Nationale de recherche sur le VIH/sida et les hépatites (ANRS). À la suite de ce projet, elle prépare, à l’École des hautes études en sciences sociales, une thèse de doctorat en sociologie sous la direction de Didier Fassin, thèse qu’elle soutient en janvier 2014. Intitulée La propriété ou la vie ? Économies morales, actions collectives et politiques du médicament dans la négociation d'accords de libre-échange. Maroc, Thaïlande, États-Unis, elle étudie la production dans le contexte de la globalisation de règles de droits et de politiques de propriété intellectuelle ayant un impact sur l’accès aux médicaments.
De 2011 à 2015, elle travaille comme conseillère sur les questions de propriété intellectuelle et d'accès au savoir pour le Groupe des Verts/Alliance libre européenne au Parlement européen à Bruxelles. 
Militante à Act Up-Paris à partir de 1996, elle est salariée de l’organisation jusqu’en 2004 où elle coordonne la commission « nord/sud » dont le travail porte sur les politiques internationales de lutte contre le sida et la question de l’accès aux antirétroviraux dans les pays du Sud,,. En 1999, dans le cadre d'une campagne d'opinion lancée par Act Up, elle s'exprime dans l'Humanité sur la question de l’accès aux médicaments contre le sida dans les pays en développement. En 2002, elle est vice-présidente d’Act Up-Paris. Elle poursuit son engagement pour le développement d'alternatives aux monopoles comme mode de financement de la recherche médicale,,,, et plus largement est très engagée dans la protection, la revalorisation et la promotion des communs comme élément clef d'organisation, notamment politique, de la société.
Active au sein de plusieurs groupes féministes, elle est très engagée dans La Barbe, un groupe d’action féministe créé en 2008, aux côtés d’autres anciennes militantes d’Act Up-Paris, dont Marie de Cenival, qui est à l'origine du groupe,. Elle est très engagée également auprès de l'association féministe Les Tumultueuses. 
Entre 2007 et 2010, elle contribue à la série d’ouvrages « Cette France-là » destinés à analyser et faire la chronique de la politique d'immigration et d'identité nationale mise en œuvre par Nicolas Sarkozy durant son mandat présidentiel. Elle est depuis partie prenante de mobilisations pour les droits des migrants.
De 2018 à 2020, elle est directrice des politiques de la campagne d'accès aux médicaments de Médecins sans frontières,. Dans ce cadre, elle critique l'octroi du brevet du laboratoire Gilead pour le sofosbuvir, alors que des médicaments génériques existent.
Par ailleurs, en 2018, elle pointe le manque d'encadrement légal des procédures d'identification par l'ADN.

## Publications
- Gaëlle Krikorian, « Le sida face aux impératifs économiques », dans Jeanne-Marie Amat-Roze, Bilan de santé : L’Afrique face à ses défis sanitaires, Colophon, 2001 (ISBN 978-2-930254-05-0), p. 61-76.
- Gaëlle Krikorian, « Transphobie », dans Louis-Georges Tin, Dictionnaire de l'homophobie, Paris, PUF, 2003 (ISBN 978-2-13-053582-9).
- Gaëlle Krikorian, « Actions de pays en développement pour l’accès aux médicaments génériques », dans François-Xavier Verschave, La santé mondiale, entre racket et bien public, Paris, Éditions Charles Léopold Mayer, 2004 (ISBN 978-2-84377-099-9), p. 245-250.
- Michel Feher et Gaëlle Krikorian, « Politique non gouvernementale », Vacarme, no 34,‎ 2006 (lire en ligne).
- (en) Michel Feher, Gaëlle Krikorian et Yates McKee, Non Governmental Politics, New York, Zone Books, coll. « The MIT Press », 2007, 693 p. (ISBN 978-1-890951-74-0, présentation en ligne).
- Gaëlle Krikorian et Florent Latrive, « De la propriété intellectuelle au savoir partagé : renverser la perspective. Entretien croisé avec Gaëlle Krikorian et Florent Latrive », dans Clémentine Autain, Postcapitalisme : Imaginer l'après, Au diable vauvert, 2009 (ISBN 978-2-84626-194-4), p. 319-344.
- (en) Gaëlle Krikorian et Amy Kapczynski, Access to Knowledge in the Age of Intellectual Property, New York, Zone Books, coll. « The MIT Press », 2010, 646 p. (ISBN 978-1-890951-96-2, lire en ligne).

- (en) Gaëlle Krikorian, « Free-Trade Agreements and Neoliberalism: How to Derail the Political Rationales that Impose Strong Intellectual Property Protection », dans Gaëlle Krikorian et Amy Kapczynski, Access to Knowledge in the Age of Intellectual Property, New York, Zone Books, coll. « The MIT Press », 2010 (ISBN 978-1-890951-96-2, lire en ligne), p. 293-328.
- Gaëlle Krikorian, Thibault Henneton, Caroline Izambert et Xavier de La Porte, « ACTA récit d’une victoire (#pasencoretotale). Entretien avec Gaëlle Krikorian », Vacarme, no 62,‎ 2013, p. 30-49 (lire en ligne).
- Gaëlle Krikorian, La propriété ou la vie ? : économies morales, actions collectives et politiques du médicament dans la négociation d'accords de libre-échange : Maroc, Thaïlande, États-Unis (thèse), 2014 (présentation en ligne, lire en ligne).
- Gaëlle Krikorian, « Le programme de préqualification de l’OMS au cœur d’un conflit sur la propriété intellectuelle. Commentaire », Sciences Sociales et Santé, vol. 32,‎ 2014, p. 101-107.
- (en) Gaëlle Krikorian, « From AIDS to Free Trade Agreements: Knowledge Activism », Engaging Science, Technology, and Society, no 3,‎ 2017, p. 154-179 (DOI 10.17351/ests2017.42).
- Gaëlle Krikorian, « La solidarité comme « commun» », Plein droit, no 115,‎ 2017, p. 23-26 (DOI 10.3917/pld.115.0023).
- Gaëlle Krikorian et Fred Sultan, « La politique comme commun », Vacarme, no 81,‎ 2017, p. 22-27 (DOI 10.3917/vaca.081.0022).
- Gaëlle Krikorian, « Licences obligatoires », dans Cornu, Rochfeld & Orsi, Dictionnaires des Communs, Paris, PUF, 2017, 745)749.
- Joëlle Vailly et Gaëlle Krikorian, « Durabilité et extension du soupçon. Catégorisations et usages policiers du fichier d’empreintes génétiques en France », Revue Française de Sociologie, vol. 59,‎ 2018, p. 707-733.
- Gaëlle Krikorian et Joëlle Vailly, « How could the ethical management of health data in the medical field inform police use of DNA? », Frontiers in Public Health, no 6,‎ 2018.
- Gaëlle Krikorian, « Emmanuel Henry, Ignorance scientifique et inaction publique. Les politiques de santé au travail. Compte rendu », Sociologie, vol. 9,‎ 2018, p. 327-330.
- Fanny Chabrol, Pierre-Marie David et Gaëlle Krikorian, « Rationing hepatitis C treatment in the context of austerity policies in France and Cameroon: a transnational perspective on the pharmaceuticalization of healthcare systems », Social Science and Medicines, no 187,‎ 2018, p. 243-250.
- Y. H. Hu, D Eynikel, P. Boulet et G. Krikorian, « Supplementary protection certificates and their impact on access to medicines in Europe: case studies of sofosbuvir, trastuzumab and imatinib », Journal of Pharmaceutical Policy and Practice, no 13,‎ 2020.
- Gaëlle Krikorian, « Pour une gouvernance collective des produits de santé », Délibérée, vol. 11,‎ 2020, p. 81-86.
- Gaëlle Krikorian, « Refuser de financer la recherche vaccinale en "double aveugle" », Mediapart,‎ 2020 (présentation en ligne).
- Des Big Pharma aux communs : Petit vademecum critique, Lux Québec, coll. « Lux », 2022, 138 p. (ISBN 2898330485).
- Chroniques pour Alternatives économiques sur les questions de médicaments et de santé, |lire en ligne=https://www.alternatives-economiques.fr/users/gaelle-krikorian